# Timothy Willoughby
Pour les articles homonymes, voir Willoughby.
Timothy Willoughby, né le 24 juin 1954 à Adélaïde et mort le 9 janvier 2008 au-dessus de l'océan Pacifique, est un rameur d'aviron australien, médaillé de bronze aux Jeux olympiques à Los Angeles en 1984 lors de l'épreuve du huit. Il participa également aux Jeux olympiques en 1980 à Moscou.
Willoughby est également membre de l'équipage du bateau australien lors de la Coupe de l'America 1986 qui se déroula en Australie.
Après sa carrière de sportif, il devient un entraîneur réputé d'aviron à Perth.
Il meurt d'une crise cardiaque dans un avion en rentrant de vacances au ski.